# Cetatea Țețina
Cetatea Țețina a fost o cetate moldovenească construită în secolul al XIV-lea, în vecinătatea orașului Cernăuți, în cartierul Roșa, actualmente pe teritoriul Ucrainei.

## Istoric
Această cetate a fost ridicată în a doua jumătate a secolului al XIV-lea în apropiere de orașul Cernăuți. Cu privire la întemeierea cetății există păreri împărțite. Unii istorici cred că cetatea a fost ridicată de regele polon Cazimir al III-lea (1350-1370) sau de voievodul Iurg Koriatovici, iar alți istorici (în special profesorul Virgil Vătășianu) au lansat ipoteza că această cetate ar fi fost ridicată de Petru I Mușat, după luarea Pocuției de la regele polon mai sus-amintit .
Cea mai veche atestare documentară a Țeținei se regăsește în textul omagiului depus de Ștefan I, împreună cu boierii lui, regelui Vladislav al Poloniei, la 6 ianurie 1395. Cetatea, sub forma „Ceciun”, este menționată în Lista orașelor rusești îndepărtate și apropiate, în categoria „orașelor volohe”.
Primele cercetări ale ruinelor cetății au fost realizate în anul 1908 de Wladimir Milkowicz, profesor la Universitatea din Cernăuți și șef al Arhivei Țării Bucovinei. În anii '30, investigațiile au fost continuate de către specialiștii Institutului de Istorie Militară din București. 
Cetatea Țețina a fost o construcție impunătoare, compusă dintr-un turn din piatră brută, cu diametrul de 20 de metri, înconjurată de valuri din lemn și pământ. A fost centrul administrativ al ținutului moldovenesc omonim.
Cetatea a fost distrusă la sfârșitul secolului al XV-lea, ultima consemnare documentară regăsindu-se în privilegiul lui Ștefan cel Mare acordat Episcopiei de Rădăuți, la 23 august 1481.
Ruinele Țeținei, sub forma unor ziduri surpate și a unor grămezi de piatră, au devenit carieră și locul de aprovizionare cu piatră pentru locuitorii din zonă, dar și pentru administrația austriacă, după 1775. De pildă, la 12 decembrie 1784, cancelaria Administrației Bucovinei trimitea lui Ilie Vlaicu din Horoșăuți o adresă prin care acesta era angajat pentru transportarea pietrei din dealul Țeținului la Cernăuți. Transportul trebuia sa fie terminat până la finele lunii februarie 1785, piatra urmând sa fie folosită pentru construcțiile necesare armatei austriece (cazărmi, magazii, grajduri, manutanță etc.), precum și pentru alte construcții publice imperiale. 
În prezent, pe locul fostei cetăți se ridică turnul televiziunii din Cernăuți.

## Legături externe
- Dragomir, Laurențiu. Monumente istorice și de arhitectură din Ținutul Cernăuților. București : Editura Eminescu , 2000. ISBN: 973-22-0841-4
- pl Cecina în Dicționarul geografic al Regatului Poloniei și al altor țări slave, volum I (Aa — Dereneczna) anul 1880